# Plouvorn
Plouvorn település Franciaországban, Finistère megyében. Lakosainak száma 2932 fő (2022. január 1.). Plouvorn Lampaul-Guimiliau, Guiclan, Landivisiau, Mespaul, Plouénan, Plougourvest és Plouzévédé községekkel határos.

## Népesség
A település népességének változása:
| Lakosok száma | 2619 | 2700 | 2584 | 2753 | 2813 | 2851 | 2870 | 2862 | 2879 | 2932 |
|               | 1968 | 1982 | 1990 | 2006 | 2013 | 2015 | 2017 | 2019 | 2020 | 2022 |

## Híres szülöttei
- Yvon Le Roux (1960) Európa-bajnok francia labdarúgó, hátvéd, edző